# Tučapy (district de Vyškov)
Pour les articles homonymes, voir Tučapy.
Tučapy (en allemand : Tutschap, précédemment Tuczap) commune du district de Vyškov, dans la région de Moravie-du-Sud, en République tchèque. Sa population s'élevait à 604 habitants en 2020.

## Géographie
Tučapy se trouve à 8 km au sud-ouest de Vyškov, à 24 km à l'est-nord-est de Brno et à 202 km au sud-est de Prague.
La commune est limitée par Nemojany au nord et au nord-est, par Rostěnice-Zvonovice à l'est, par Podbřežice au sud, et par Komořany et Habrovany à l'ouest.

## Histoire
La première mention écrite du village date de 1358.